# (10806) Mexico
(10806) Mexico ist ein Asteroid des äußeren Hauptgürtels und wurde am 23. März 1993 von dem belgischen Astronomen Eric Walter Elst am Schmidt-Teleskop des französischen Observatoire de Calern bei Grasse (IAU-Code 010) entdeckt. Unbestätigte Sichtungen des Asteroiden hatte es am Observatoire de Calern schon am 23. Februar 1987 unter der vorläufigen Bezeichnung 1987 DB5 gegeben.
Der Asteroid gehört zur Hygiea-Familie, einer eher älteren Gruppe von Asteroiden, wie vermutet wird, deren größtes Mitglied der Asteroid (10) Hygiea ist. Die zeitlosen (nichtoskulierenden) Bahnelemente von (10806) Mexico sind fast identisch mit denjenigen von fünf kleineren Asteroiden, wenn man von der Absoluten Helligkeit von 14,4, 14,1, 15,4, 16,2 und 15,7 gegenüber 13,0 ausgeht: (78528) 2002 RO98, (86240) 1999 TU119, (191516) 2003 US112, (229872) 2009 UB30 und (231386) 2006 JU54.
(10806) Mexico wurde am 9. Mai 2001 nach Mexiko benannt.